# يوما دياكيتي
يوما دياكيتي، (ولدت في 1 مايو 1971)، كما تعرف اختصارا باسم يوما، هي عارضة أزياء وممثلة وشخصية تلفزيونية وفتاة إستعراض من مالي،، تعمل بشكل رئيسي في إيطاليا، وهي معروفة عالميًا أيضًا باسم "نعومي الأخرى" لأنها تشبه إلى حد بعيد نعومي كامبل.

## رحلتها
ولدت دياكيتي في مالي وترعرعت في باريس، أصبحت معروفة عالميًا في سن 18 عندما اختارتها مجموعة بينيتون لتكون عارضة أزياء لحملة إعلانية. انتقلت دياكيتي إلى إيطاليا في عام 1998، وكان عارضة أزياء لمصممي الأزياء البارزين بما فيهم أرماني وفيرزاتشي ودولتشي أند غابانا. ظهرت دياكيتي في العديد من البرامج التلفزيونية المتنوعة. كانت أيضًا متسابقة في برنامج المواهب الواقعي( الرقص مع النجوم، النسخة الإيطالية) الذي يبثه راي أونو، وأيضًا كانت متسابقة في برنامج ألعاب الواقع (الناجي المشهور، النسخة الإيطالية) الذي بث بواسطة كانال 5. ظهرت دياكيتي أيضًا في فيلم جون ويك 2، وهو فيلم أكشن من إخراج تشاد ستاهلسكي في عام 2017. دياكيت أيضًا ناشطة سياسية دولية ضد العنصرية.

## فيلموغرافيا
| عام  | عنوان                  | وظيفة          |
| ---- | ---------------------- | -------------- |
| 2001 | والآن الجنس            | بريجيت         |
| 2002 | كاسوماي                | يوما           |
| 2004 | أوشن 12                | امرأة تولور #1 |
| 2005 | أخ و أخت               | لا لا          |
| 2007 | ارتفاع أوليفييرو       | كارول          |
| 2016 | ستار اكاديمي للمراهقين | بريندا         |
| 2017 | جون ويك 2              | لوسيا          |